# Wasilis Lewendis
Wasilis Lewendis, gr. Βασίλειος Λεβέντης (ur. 2 listopada 1951 w miejscowości Mesini w Mesenii) – grecki polityk, założyciel Unii Centrystów, parlamentarzysta.

## Życiorys
Z wykształcenia inżynier budownictwa lądowego, ukończył studia na Politechnice Narodowej w Atenach. W latach 90. założył własną stację telewizyjną.
W działalność polityczną zaangażował się w 1974, przystępując do Panhelleńskiego Ruchu Socjalistycznego, z ramienia którego bez powodzenia kandydował na posła. Po odejściu z tego ugrupowania w 1984 założył pierwszą ekologiczną partię w Grecji. Ubiegał się o stanowiska burmistrza Pireusu (1982) i Aten (1986). W 1989 bezskutecznie startował do parlamentu z listy Nowej Demokracji. W 1992 powołał nową formację pod nazwą Unia Centrystów. Z ugrupowaniem tym wielokrotnie bez powodzenia przez ponad wiele lat startował w różnych wyborach. Sukces wyborczy odniósł we wrześniu 2015. Centryści przekroczyli wówczas wynoszący 3% próg wyborczy, a Wasilis Lewendis uzyskał mandat deputowanego do Parlamentu Hellenów, który wykonywał do 2019.